# البحث عن رجل السكر (فلم)
البحث عن رجل السكر هو فيلم وثائقي من إخراج المخرج مالك بن جلول

## القصة
يحكي المخرج السويدي من أصل جزائري مالك بن جلول قصة هذا الفيلم باختصار فيقول:

" فيلم البحث عن رجل السكر، يروي قصة رجل لم يكن يعرف أنه كان مشهورا. إنه هذا الرجل. منذ ثلاثين عاماً أصدر ألبوما خلال فترة السبعينات، كان عملاّ جميلاً، إلاّ أنه لم يتمكن من بيع أي نسخة في أميركا. قام بتجربة أخرى، وأصدر ألبوماً جديداً، وكانت النتيجة نفسها، لا شيء تماماً وبعدها، وكما تعلمون، ماذا يفعل؟ قرر التوقف
نهائياً عن الموسيقى، وبدأ العمل في البناء، ولم يكن يعلم أنّ ألبوماته حققت نجاحاً في جنوب أفريقيا. رودريغيز أصبح أكثر شهرة من فرقة رولينج ستونز. لقد كان الأسطوانة البلاتينية لمدة عشر سنوات حيث حقق مبيعات ضخمة وأصبح أحد أكثر الفنانين شهرة من أي وقت مضى، إلاّ أنه لم يكن على علم بكلّ هذا" 

## الجوائز
- فاز بجائرة أفضل فيلم وثائقي للعام 2012 في مهرجان جوائز السينما البريطانية البافتا [2]
- فاز بجائزة أفضل فيلم بمهرجان الدوحة 2012 بالمشاركة مع فيلم روائي آخر.[3]
- شارك في مهرجان سان دانس حيث حصل على الجائزة الخاصة بلجنة التحكيم بالإضافة إلى جائزة الجمهور
- مرشح لجائزة أفضل فيلم وثائقي في مهرجان الأوسكار الـ 85

## روابط خارجية
- مقالات تستعمل روابط فنية بلا صلة مع ويكي بيانات